# David Gabai
David Gabai (* 7. Juli 1954 in Philadelphia, Pennsylvania) ist ein US-amerikanischer Mathematiker, der sich mit Differentialgeometrie und niedrigdimensionaler geometrischer Topologie beschäftigt.
Gabai studierte am Massachusetts Institute of Technology (MIT) und an der Princeton University (Master-Abschluss 1977). 1980 promovierte er dort bei William Thurston über Blätterungen auf 3-Mannigfaltigkeiten. Danach war er an der Harvard University, der University of Pennsylvania und ab 1986 am Caltech, wo er Professor wurde. 1986 erhielt von der Alfred P. Sloan Foundation ein Forschungsstipendium (Sloan Research Fellowship). Ab 2001 war er Professor in Princeton. 1982/1983 und 1989 war er am Institute for Advanced Study.
Gabai wandte die in seiner Dissertation begonnene Untersuchung von Blätterungen auf 3-Mannigfaltigkeiten in den 1980er Jahren zum Studium einiger bis dahin offener Probleme der Topologie von 3-Mannigfaltigkeiten an (zum Beispiel in der Behandlung der „Property R“ in der Knotentheorie, wann Dehn-Chirurgie an einem Knoten in einer 3-Sphäre eine zum Produkt einer 2-Sphäre und eines Kreises homöomorphe 3-Mannigfaltigkeit ergibt). Seine Arbeiten waren auch im Beweis der „Property P“-Vermutung der Knotentheorie grundlegend, der 2004 angekündigt wurde.
Ab Anfang der 1990er Jahre beschäftigte er sich auch mit hyperbolischen dreidimensionalen  Mannigfaltigkeiten (deren Bedeutung für die Topologie 3-dimensionaler Mannigfaltigkeiten Thurston herausgearbeitet hatte). Dabei bewies er mit Meyerhoff und N. Thurston: irreduzible 3-Mannigfaltigkeiten, die homotopieäquivalent zu einer hyperbolischen Mannigfaltigkeit sind (vom selben Homotopie-Typ), haben auch eine hyperbolische Struktur. Weiterhin bewies er die Smale-Vermutung für hyperbolische 3-Mannigfaltigkeiten M über den Homotopie-Typ des Raums der diffeomorphen Abbildungen von M auf sich selbst.
Er setzte unabhängig von Andrew Casson und Douglas Jungreis den Schlussstein zum Beweis der Seifert-Faserraum-Vermutung, aufbauend auf Arbeiten von Geoffrey Mess, Pekka Tukia und anderen.
Ian Agol, Danny Calegari und David Gabai erhielten 2009 den Clay Research Award für den Beweis der Marden Tameness Conjecture (Zahmheits-Vermutung von Marden), einer Vermutung von Albert Marden. Sie besagt, dass eine hyperbolische 3-Mannigfaltigkeit mit endlich erzeugter Fundamentalgruppe homöomorph zum Inneren einer kompakten, eventuell berandeten 3-Mannigfaltigkeit ist (die Mannigfaltigkeit ist dann zahm). Eine äquivalente Formulierung ist, dass die Enden eine lokale Produktstruktur haben. Die Vermutung wurde 2004 von Agol und unabhängig von Calegari und Gabai bewiesen. Für geometrisch endliche hyperbolische 3-Mannigfaltigkeiten wurde sie schon von Marden bewiesen und Teilresultate für einige geometrisch unendliche hyperbolische Mannigfaltigkeiten waren ebenfalls schon bekannt. Aus ihr folgt unter anderem (durch die Arbeiten von William Thurston und Richard Canary) auch eine Vermutung von Lars Ahlfors über die invarianten Grenzmengen Kleinscher Gruppen (nämlich dass diese entweder Maß Null oder volles Maß haben, in letzterem Fall ist die Wirkung der Gruppe ergodisch auf dem gesamten Rand im Unendlichen).
2004 erhielt er den Oswald-Veblen-Preis. 1990 war er Invited Speaker auf dem ICM in Kyoto (Foliations and 3-Manifolds) und 2010 in Hyderabad (Hyperbolic 3-manifolds in the 2000’s). Er ist Fellow der American Mathematical Society und seit 2011 gewähltes Mitglied der National Academy of Sciences, seit 2014 der American Academy of Arts and Sciences.

## Schriften
- Foliations and the topology of 3-manifolds; I: J. Differential Geom. 18 (1983), no. 3, 445–503; II: J. Differential Geom. 26 (1987), no. 3, 461–478; III: J. Differential Geom. 26 (1987), no. 3, 479–536.
- mit U. Oertel: Essential laminations in 3-manifolds, Ann. of Math. (2) 130 (1989), no. 1, 41–73.
- Convergence groups are Fuchsian groups, Ann. of Math. (2) 136 (1992), no. 3, 447–510.
- mit G. R. Meyerhoff, N. Thurston: Homotopy hyperbolic 3-manifolds are hyperbolic, Ann. of Math. (2) 157 (2003), no. 2, 335–431.
- mit D. Calegari: Shrinkwrapping and the taming of hyperbolic 3-manifolds, J. Amer. Math. Soc. 19 (2006), no. 2, 385–446.
- mit G. R. Meyerhoff, P. Milley: Minimum volume cusped hyperbolic three-manifolds, J. Amer. Math. Soc. 22 (2009), no. 4, 1157–1215.
- The 4-dimensional light bulb theorem, arxiv:1705.09989

## Verweise
1. ↑  David Gabai im Mathematics Genealogy Project (englisch)
2. ↑  Ein Knoten hat „Property P“, falls jede (nicht-triviale) Dehn-Chirurgie auf dem Knoten  in der 3-Sphäre jeweils nicht einfach zusammenhängende 3-Mannigfaltigkeiten ergibt.  Die Vermutung besagt, dass alle Knoten außer der Nicht-Knoten (die nicht-verknotete Schleife)  „Property P“ haben. Die Vermutung wurde in den 1970er Jahren von R. H. Bing und  Martin und unabhängig von González-Acuña aufgestellt als ein Schritt in Richtung des Beweises der Poincaré-Vermutung.
3. ↑  Gabai „Homotopy hyperbolic 3-manifolds are virtually hyperbolic'“, Journal AMS, Bd. 7, 1994, S. 193, Gabai „On the geometric and topological rigidity of hyperbolic 3-manifolds“, Journal AMS, Bd. 10, 1997, S. 37, Gabai, Robert Meyerhoff, Nathaniel Thurston „Homotopy hyperbolic 3-manifolds are hyperbolic“, Annals of Mathematics, Bd. 157, 2003, S. 335
4. ↑  Gabai, Convergence groups are Fuchsian groups, Annals of Math., Band 136, 1992, S. 447–510

| Personendaten    | Personendaten                  |
| ---------------- | ------------------------------ |
| NAME             | Gabai, David                   |
| KURZBESCHREIBUNG | US-amerikanischer Mathematiker |
| GEBURTSDATUM     | 7. Juli 1954                   |
| GEBURTSORT       | Philadelphia, Pennsylvania     |